# Netsky
Netsky (właśc. Boris Daenen, ur. 5 kwietnia 1989 w Edegem) – belgijski wykonawca drum and bass.
Pseudonim Netsky pochodzi od nazwy wirusa komputerowego.

## Życiorys
Netsky pochodzi z małej miejscowości w Belgii, tworzy muzykę głównie w stylu liquid funk cechującą się wieloma warstwami instrumentalnymi i częstymi wokalami.
Karierę rozpoczął w 2009 roku, podpisując kontrakt z brytyjską wytwórnią Hospital Records.

## Dyskografia

### Albumy
| Rok  | Dane dot. albumu | Pozycje na listach przebojów | Pozycje na listach przebojów | Pozycje na listach przebojów |
| Rok  | Dane dot. albumu | BEL (VL)                     | NZ                           | UK                           |
| ---- | --- | ---------------------------- | ---------------------------- | ---------------------------- |
| 2010 | Netsky - Data wydania: 30 maja 2010 - Wytwórnia: Hospital Records (NHS167) - Format: 12" LP, CD, download                            | 24                           | –                            | —                            |
| 2012 | 2 - Data wydania: 25 czerwca 2012 - Wytwórnia: Hospital Records (NHS213) - Format: 12" LP, CD, download                              | 1                            | 13                           | 29                           |
| 2016 | 3 - Data wydania: 3 czerwca 2016 - Wytwórnia: Hospital Records (NHS289), Sony / Epic (UK), Ultra (US) - Format: 12" LP, CD, download | 1                            | 25                           | 109                          |

### Single
| 2009                                                       | "King of the Stars" / "Dolomite" (Crystal Clear & Netsky / Crystal Clear) | –  | –  | –  | –   | –  | –   | —  | Non-album single |
| 2009                                                       | "Starlight" / "Young and Foolish"                                         | –  | –  | –  | –   | –  | –   | —  | Non-album single |
| 2009                                                       | "Lost in This World" (b/w "Life" by KG)                                   | –  | –  | –  | –   | –  | –   | —  | Non-album single |
| 2009                                                       | "Prisma" / "Tomorrow's Another Day"                                       | –  | –  | –  | –   | –  | –   | —  | Non-album single |
| 2009                                                       | "Hold on to Love" (b/w "Generations" (S.P.Y Remix) by BCee)               | –  | –  | –  | –   | –  | –   | —  | Non-album single |
| 2009                                                       | "Everyday" / "Come Back Home"                                             | –  | –  | –  | –   | –  | –   | —  | Non-album single |
| 2010                                                       | "I Refuse" / "Midnight Express"                                           | –  | –  | –  | –   | –  | –   | —  | Non-album single |
| 2010                                                       | "Eyes Closed" / "Smile"                                                   | –  | –  | –  | –   | –  | –   | —  | Non-album single |
| 2010                                                       | "I Refuse" (Shock One Remix) / "Hold on To Love" (Cyantific Remix)        | –  | –  | –  | –   | –  | –   | —  | Non-album single |
| 2010                                                       | "Your Way" / "Daydreaming"                                                | –  | –  | –  | –   | –  | –   | —  | Non-album single |
| 2010                                                       | "Moving with You" (featuring Jenna G)                                     | 64 | –  | –  | –   | –  | –   | –  | Netsky           |
| 2010                                                       | "Windows" (with Mutated Forms featuring Sofia Rubina)                     | –  | –  | –  | –   | –  | –   | —  | Non-album single |
| 2012                                                       | "Give & Take"                                                             | 17 | –  | –  | –   | –  | 196 | 30 | 2                |
| 2012                                                       | "Come Alive"                                                              | 10 | 35 | –  | 75  | –  | 150 | 24 | 2                |
| 2012                                                       | "Love Has Gone"                                                           | 14 | –  | –  | –   | 93 | 182 | 33 | 2                |
| 2012                                                       | "We Can Only Live Today (Puppy)" (featuring Billie)                       | 8  | –  | 63 | –   | –  | –   | —  | 2 Deluxe         |
| 2014                                                       | "Running Low" (featuring Beth Ditto)                                      | 1  | –  | –  | 100 | –  | 80  | 21 | –                |
| 2015                                                       | "Rio" (featuring Digital Farm Animals)                                    | 4  | –  | –  | –   | 95 | –   | 33 | –                |
| "—" denotes single that did not chart or was not released. |                                                                           |    |    |    |     |    |     |    |                  |

#### Z gościnnym udziałem
| Rok  | Tytuł                                   | Pozycje na listach przebojów | Pozycje na listach przebojów | Pozycje na listach przebojów | Album       |
| Rok  | Tytuł                                   | BEL (VL)                     | UK                           | UK Dance                     | Album       |
| ---- | --------------------------------------- | ---------------------------- | ---------------------------- | ---------------------------- | ----------- |
| 2011 | "Tonight" (Danny Byrd featuring Netsky) | 75                           | 91                           | 11                           | Rave Digger |

#### Promo single
| Rok  | Tytuł                                         | Album            |
| ---- | --------------------------------------------- | ---------------- |
| 2013 | "Without You"                                 | Non-album single |
| 2014 | "Can’t Speak" (with Metrik featuring Stealth) | –                |